# Maybach W 5 SG
Die Maybach W 5 SG waren Oberklasse-Pkw mit Sechszylinder-Reihenmotoren, die in zahlreichen Varianten von 1928 bis 1929 von Maybach-Motorenbau in Friedrichshafen am Bodensee gebaut wurden.

## Beschreibung
Der Maybach W 5 SG entstand als Weiterentwicklung des Vorgängermodelles Maybach W 5 in den Jahren 1928 bis 1929. Die Fahrzeuge waren mit einem zusätzlichen Schnellganggetriebe (SG) auf Basis der Maybach-Abweisklaue ausgestattet, um auch bei Fahrten mit höheren Geschwindigkeiten über einen längeren Zeitraum verbrauchssparend und lärmreduziert zu verkehren.
Zur Grundausstattung gehörten eine Doppel-Reibungskupplung ohne Kupplungspedal, Betätigung des Berg- und des Rückwärtshebels mit dem Fuß sowie ein 2-Gang-Planetengetriebe. Die Getriebekonstruktion erleichterte das Fahren, da auch zum Schalten das Lenkrad nicht losgelassen werden musste. Geschaltet wurde lediglich durch Gangvorwahl mit dem Pedal, kurzes Gaswegnehmen und wieder Beschleunigen. Der Motor war so elastisch, dass er auch im direkten Gang auf Steigungen von 4 % den Wagen anfahren konnte. Die direkte Verbindung war zu der Zeit auch bei Schienenfahrzeugen mit mechanischer Kraftübertragung üblich.
Der Schnellgang war die Möglichkeit, den direkten Gang nochmals auf das Übersetzungsverhältnis von 0,63 zu senken, und war in einem separaten Getriebe dem Planetengetriebe nachgeordnet. Zum Betätigen musste die Kraftübertragung kurz unterbrochen, ein Hebel neben dem Fahrersitz gezogen und danach wieder Gas gegeben werden. Das Getriebe schaltete auf Basis der Maybach-Abweisklaue selbstständig.

## Technische Daten
| Motor:       | 6-Zylinder-Leichtmetall, Reihenanordnung, Kurbelwelle mit 4 Gleitlagern                                                        |
| Bohrung/Hub: | 94/168 mm; Leichtmetallkolben                                                                                                  |
| Hubraum:     | 6992 cm³ |
| Verdichtung: | 1 : 5,1 |
| Leistung:    | 120 PS bei 2400/min |
| Zylinder:    | auswechselbare Graugusslaufbuchsen                                                                                             |
| Ventile:     | Ein-/Auslassventil horizontal; gegenüberliegend gelagert                                                                       |
| Vergaser:    | 1 Doppelvergaser Maybach |
| Kühlung:     | Wasserkühlung/Pumpe, Thermostat-Kühler, Jalousie                                                                               |
| Rahmen:      | U-Profil, Stahlpressrahmen |
| Federn:      | lange Halbelliptikfedern, in breiten Gleitschuhen auf Stahlrollen, hydraulische, doppelt wirkende Stoßdämpfer                  |
| Vorderachse: | Starrachse mit Halbfeder |
| Hinterachse: | Starrachse in Underslung-Bauart mit Halbfeder                                                                                  |
| Lenkung:     | flattersichere Schraubenlenkung, nach Wahl links oder rechts                                                                   |
| Fußbremse:   | hydraulisch-mechanische-Seilzugbremse, auf alle vier Räder wirkend                                                             |
| Räder:       | Stahlscheiben |
| Reifen:      | Mitteldruck, 33–6,75 |
| Kupplung:    | je eine trockene Reibkupplung für Planeten-Umlaufräder                                                                         |
| Getriebe:    | Maybach-Planetengetriebe (2 Gänge) mit Maybach-Schnellganggetriebe SG,                                                         |
| Anordnung:   | |
| Ganganzahl:  | 4 vorwärts; 1 rückwärts |
| Antrieb:     | über Hinterräder |
| Radstand:    | 3,32–3,66 m |
| Spurweite:   | 1,48 m |
| Länge:       | über alles einschließlich Stoßstangen ca. 5 m                                                                                  |
| Breite/Höhe: | über Kotflügel 1,76 m/ca. 1,95 m                                                                                               |
| Gewichte:    | Fahrgestell 1750 kg Leergewicht 2300–2400 kg (offene Fahrzeuge) und 2500–2750 kg (geschlossene Fahrzeuge) Zuladung etwa 600 kg |
| Vmax:        | etwa 130 km/h, je nach Aufbau und Übersetzung                                                                                  |
| Verbrauch:   | etwa 22 Liter/100 km |
| Ölverbrauch: | |
| Tank:        | 120 l (im Heck) |